# C/1804 E1
Komet Pons ali C/1804 E1 je komet, ki ga je odkril francoski astronom Jean-Louis Pons 7. marca 1804 v Marseillu.

## Odkritje
V Observatoriju Pariz ga je v noči med 10. in 11 marcem neodvisno odkril tudi Alexis Bouvard, 12. marca pa ga je v Bremnu neodvisno odkril še Heinrich Olbers. Opazoval ga je tudi Charles Messier.

## Značilnosti
Komet je imel parabolično tirnico. Soncu se je najbolj približal 14. februarja 1804 , 
ko je bil na razdalji okoli 1,1 a.e. od Sonca.